# Kungshall, Göteborg
Kungshall är ett av de gamla välkända dansställena i Göteborg, och låg först vid Kungstorget, men efter en brand 1996, flyttade de till Kungsgatan. Idag används lokalen som bingohall.